# VovaZIL’Vova
VovaZIL'Vova (Вова зі Львова, справжнє ім'я: Володимир Ігорович Парфенюк; нар. 30 грудня 1983, Львів) — український виконавець у стилі реп.

## Життєпис
Володимир народився 30 грудня 1983 року у Львові. Через три роки після його народження вся родина переїхала в район Сихів (південний схід Львова).
Писати пісні почав з 2002 року, з 2005 року — читати реп. Тоді ж став ведучим шоу VovaZIL'Vova на каналі M1, де обговорював американських реп-виконавців і показував їхні кліпи. Проєкт проіснував до 2007 року. 2006 року вийшов його перший альбом «Вино, кобіти, патіфон».
У жовтні 2007 року випустив другий альбом «ЙОЙ #1». У його створенні брала участь велика кількість хіп-хоперів з заходу України. Восени 2008 разом із гуртом MLLM записав синґл «Підіймайся з нами».
2009 року на телеканалі М1 вийшов новий проєкт «Мажори» за участі Володимира та його друга Мітіка Порішая. Проєкт полягав в тому, що вони в анімованому вигляді робили своєрідні підводки до кліпів. Проєкт існував 4 місяці. 2010 року взяв участь у створенні збірника львівського хіп-хопу «Інший ЗаХХід».

### Фільмографія
- Побачення у Вегасі (2020)

## Дискографія

### «Вино Кобіти Патіфон» (2006)
1. «Старий добрий магнітофон»
2. «Вова зі Львова» (rmx) (Max Chorny)
3. «Спіши Жити»
4. «Все буде файно»
5. «Гарячі танці»
6. «Компот»
7. «За що я люблю літо»
8. «Мені для щастя»
9. «Хороші дівчата»
10. «Для тебе»
11. «Духовне більше»
12. «Пісня про траву»
13. «Дитячі мрії»
14. «Я бачу сон»
15. «(Мій район) Сихів»
16. «Я спокійний»

### Вова зі Львова Презентує ЙоЙ #1 (2007)
1. Ввійстя
2. Все буде файно (dirty south rmx) feat. Trim Throw
3. Змінити світ на краще feat. Insane, Алінка
4. Когда она со мной
5. Знай хто feat. НП Герик, Мет Квота
6. Гарем feat. Макс Чорний, Кіше
7. Вова то gangsta!
8. I luv n****z!
9. Моя игра (rmx) feat. НП Герик
10. Нове життя
11. Мама feat. Fame
12. Незнайомка (bossa version) feat. Gnatkovski
13. Я сам собі хейтер feat. На Відміну Від, DaHok
14. Знай наших feat. Тарас П3С, А#3, Айболить
15. Нічний Львів
16. Не така як я хочу feat. Кіше
17. Незнайомка (r&b version) feat. Gnatkovski
18. Con solo un beso feat. Adrian Garcia
19. Вийстя

### Вова зі Львова Презентує ЙоЙ#2 (2012)
1. Вова зі Львова — Ввійстя (2008)
2. Вова зі Львова — Моя територія (2008)
3. Вова зі Львова — Надто багато серіалів (2008)
4. Snake G, Muza, Вова зі Львова — Воно прийде само ІІІ (2008)
5. Вова зі Львова, 4FRONT, DaHok — Дух Заходу (2008)
6. El Paso, Вова зі Львова — Крок вперед (2009)
7. Гуня, Вова зі Львова — По той бік раю (2009)
8. Климат, Вова зі Львова — Подих Бога (2010)
9. С4, Вова зі Львова — Дорога Додому (2009)
10. Доккі Док, Вова зі Львова — Там де ти (2010)
11. Qube Unite, Вова зі Львова — Солодко (2011)
12. Роллікс, Вова зі Львова — Сумна історія життя (2009)
13. Вова зі Львова, Іван Дорн — Атата (VovKING RMX) (2011)
14. MLLM, Вова зі Львова — Підіймайся (2010)
15. DJ BRK, Jarecki, Вова зі Львова — Fenomenalnie (2008)
16. Adrian Garcia, Вова зі Львова — Mi Negra (2009)
17. Mirami ft. VZL, Mitik Porishay — Sexual Madness (2010)

### Прекрасне Інакше (2012)
1. Колись сідав і писав
2. Атата (ренебе) (за участі Іван Дорн)
3. Я не роблю реп
4. Я люблю реп (за участі Крижик і Мастер)
5. Кохана
6. Добре що ти є
7. Дай мені цьом
8. Стільки думок
9. Мажори (за участі НП Горила і Мітік Порішай)
10. Коли я п‘ю шампанське
11. Я не напрягаюсь
12. Новий день

## Кліпи
1. «Вова зі Львова» (2006)
2. «Мій район» (Сихів) [Архівовано 1 квітня 2016 у Wayback Machine.] (2006)
3. «Con Solo Un Beso» (feat. Adrian Garsia) (2006)
4. «Все буде файно» (2007)
5. «Шаленій» (feat. Гайтана) (2007)
6. «Пупсик» (feat. Тіна Кароль) (2007)
7. «Ти не забудеш» (feat. С. Лобода) (2007)
8. «Кохана» (2007)
9. «Дай мені цьом» (2009)
10. «Мажори» (feat. Герик Горила & Мітік Порішай) (2009)
11. «Сумна історія нашого життя» (feat. «Роллік'с») (2009)
12. «УЙ» (feat. O.Torvald) (2010)
13. «Сексуальна» [Архівовано 25 березня 2014 у Wayback Machine.] (feat. «Мірамі») (2010)
14. «Я не напрягаюсь» (2011)
15. «Атата (ренебе)» (feat. Іван Дорн) (2012)
16. «Peace tato» (2012)
17. «Шаленію» (feat Уляна Малиняк) (2013)
18. «Героям не Дякують» (Буян #БЧ за участі Вова зі Львова) (2014)
19. «Хавай радість» (2019)
20. «Братику, розкрутись» (2019)
21. «До дупи [Архівовано 6 листопада 2019 у Wayback Machine.]» (2019)
22. «Життя Урагани Збороти [Архівовано 1 червня 2021 у Wayback Machine.]» (feat. Всюдисвоя) (2019)
23. «Душевний вайб [Архівовано 9 липня 2021 у Wayback Machine.]»  (2020)
24. «Сумував без вас засранці [Архівовано 9 липня 2021 у Wayback Machine.]» (2020)
25. «День в обіймах твоіх [Архівовано 9 липня 2021 у Wayback Machine.]» (feat. KADNAY, LAUD, Zbaraski) (2020)
26. «Ми помремо не в Лос Анджелесі [Архівовано 9 липня 2021 у Wayback Machine.]» (feat. Zbaraski) (2020)
27. «Мамо, нагадай [Архівовано 9 липня 2021 у Wayback Machine.]» (feat. Всюдисвоя) (2021)
28. «Сонце [Архівовано 25 квітня 2021 у Wayback Machine.]» (feat. Morphom) (2021)
29. «Серце стукає стукає стукає [Архівовано 3 липня 2021 у Wayback Machine.]» (feat. MamaRika) (2021)
30. «Кожен навколо то Бог [Архівовано 9 липня 2021 у Wayback Machine.]» (2021)
31. «На бадьорому [Архівовано 2 липня 2021 у Wayback Machine.]» (2021)
32. «VovaZiLvova, KRUTЬ - Пробач» (2022)
33. А вони у руці (feat DOVI)[1] (2023)